# Pulwama
Pulwama – miasto w Indiach, w stanie Dżammu i Kaszmir, w dystrykcie Pulwama. W 2011 roku liczyło 18 440 mieszkańców.